# Grande Pénélope

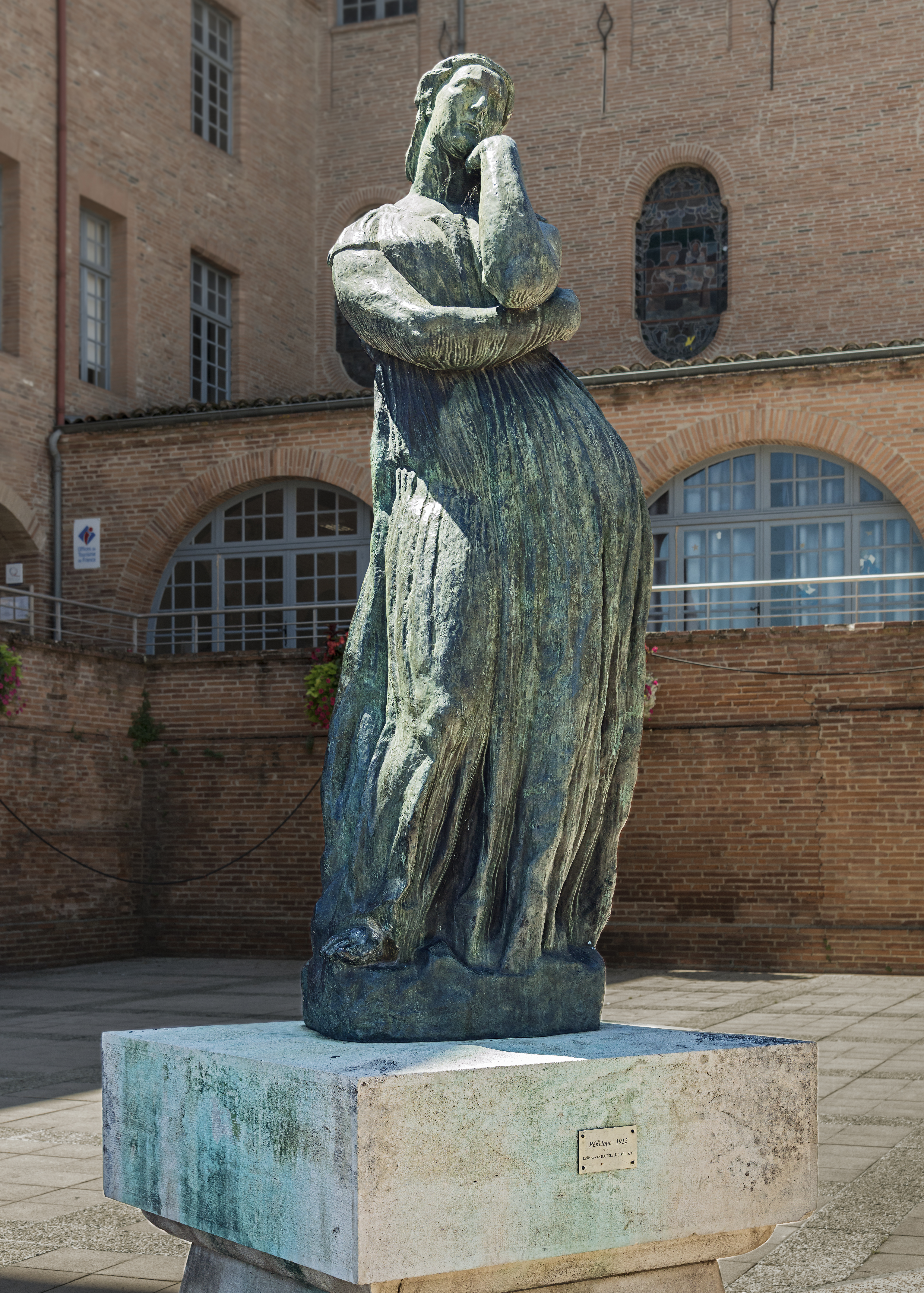
Pénélope par Bourdelle, statue de Montauban, 1912.

La Grande Pénélope est une sculpture en bronze d'Antoine Bourdelle, que l'artiste a produite en de nombreuses versions. Il en existe au moins dix exemplaires exposés au public. Le spectateur attentif remarquera que les statues ne sont pas toutes strictement identiques.

## Le thème de Pénélope chez Bourdelle
Antoine Bourdelle fond ses exemplaires de Pénélope entre 1905 et 1912. Le thème illustre la patience de Pénélope, l'épouse d'Ulysse, roi d'Ithaque. Elle attend vingt ans le retour de son mari, parti pour la Guerre de Troie.

### Le mythe de Pénélope
Le personnage de Pénélope apparaît dès le premier chant de l'Odyssée. Homère la représente en train de ruser pour détourner les ardeurs de ses prétendants, persuadés que le roi Ulysse est mort sur le chemin du retour vers Ithaque. Sa ruse consiste à promettre aux Prétendants d'accepter de se remarier dès que sa tapisserie (le futur linceul de son père) sera terminée, mais elle défait la nuit l'œuvre de la journée. Son nom même vient de ce mythe.
La reine ou son mythe sont cités au moins vingt fois dans le seul poème de l'Odyssée.

### Les représentations par Bourdelle
L'artiste sculpte son modèle de multiples façons. 
L'attitude de la reine, empreinte d'une grande lassitude, est souvent présentée comme reprenant celle de la deuxième femme du sculpteur, la Grecque Cléopâtre Sevastos, le visage étant pour sa part inspiré de celui de sa première épouse, Stéphanie van Parys. 
Cette affirmation se fonde sur la vie privée du sculpteur et sur un dessin daté de 1908. Dénommé Sevastos devant les Hindous, il représente la jeune élève de Bourdelle déhanchée et un bras sous le menton.
Un dessin similaire daté de 1906 et renommé il y a quelques années Etude pour Pénélope est censé avoir également inspiré la pose de la sculpture. Or, la première version de Pénélope (Pénélope au fuseau) de 1905 adopte déjà le contrapposto et la position des bras qui seront repris avec des variations (robe avec ou sans poche, suppression du fuseau) dans les versions suivantes de Pénélope et dans les dessins représentant la jeune élève de Bourdelle.
Sur le thème de Pénélope, Bourdelle produit des exemplaires de la  "Grande Pénélope" (2,40 m de haut) et de la "Petite Pénélope" (1,20 m de haut).
Les détails du vêtement changent d'une version à l'autre : la Grande Pénélope de Montauban a les jambes entièrement couvertes de sa longue et lourde robe sans manche. Celle du Ministère de Bercy est recouverte mais la transparence de la robe laisse deviner la puissance de la cuisse droite. L'exemplaire d'Honolulu laisse la cuisse entièrement à nu.

## Les exemplaires publics en France
Un exemplaire à Montauban occupe un socle dédié dans un square à son  nom, donnant sur la Place Prax-Paris (Esplanade des Fontaines).
Deux exemplaires sont exposés à Paris, l'un au Musée Bourdelle, l'autre près d'une entrée du Ministère de l'économie et des finances, quai de Bercy.
Le quatrième exemplaire connu en France orne les collections du Palais des Beaux-Arts de Lille'.
Un exemplaire est également visible au centre commercial McArthurGlen Paris-Giverny

## Les exemplaires dans le reste du monde
En Europe, on peut aussi admirer l'exemplaire exposé au Musée Kröller-Müller d'Otterlo, aux Pays-Bas, ou celui de la Sladmore Gallery à Londres (désigné sous le nom de "Penelope wainting").
.

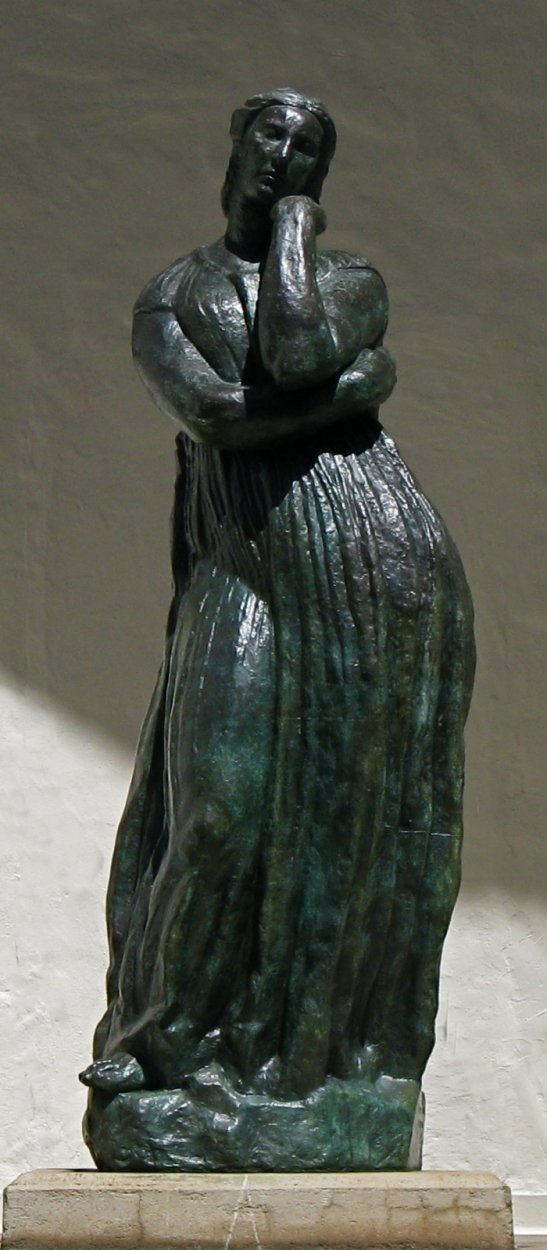
Pénélope, exemplaire d'Honolulu

Hors d'Europe, on peut en admirer un au Musée Artizon de Tokyo (anciennement dénommé Bridgestone Museum) et un à la National Gallery de Canberra.
Enfin, un exemplaire est présenté à Honolulu, Hawaii, au Museum of Arts et un autre à Jérusalem (au Musée juif).